# Publius Cornelius Sulla (Prätor)
Publius Cornelius Sulla aus dem Zweig der Sullae der Gens der Cornelier war ein römischer Politiker.
Publius Cornelius Sulla bekleidete im Jahr 212 v. Chr. die Prätur. Aufgrund einer wohl manipulierten Weissagung hielt er erstmals die ludi Apollinares, Spiele zu Ehren des Gottes Apollon, ab.